# 湯瑪士·布雷克·哥拉巴

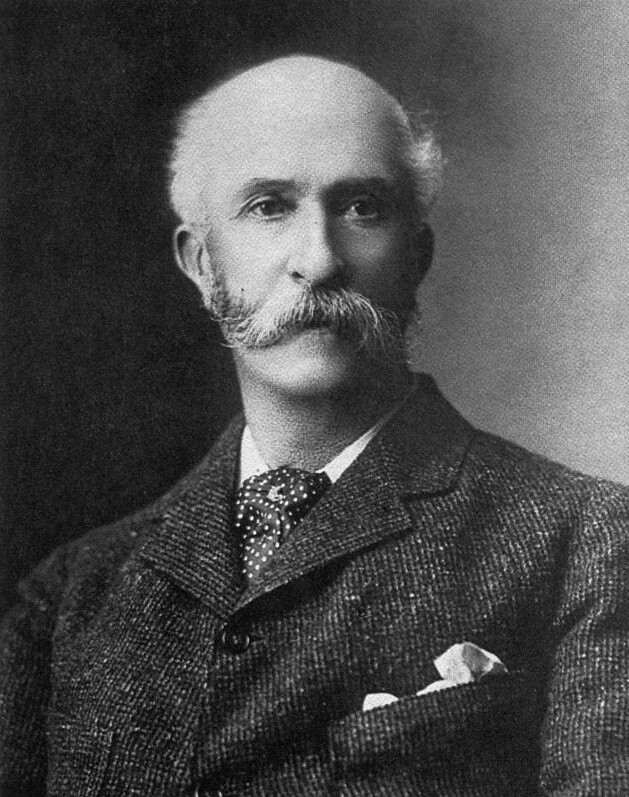
湯瑪士·布雷克·哥拉巴

湯瑪士·布雷克·哥拉巴（Thomas Blake Glover；1838年6月6日—1911年12月16日）是蘇格蘭出身的商人。以武器商人身分在幕末的日本活躍著。在日本開始運行商業鐵路前，就已經進行蒸氣火車的試營運，並奠定長崎作為建造西洋式船塢的造船街的基礎，對於日本的近代化有重要的貢獻。維新後也依然留在日本，並經營高島煤礦。透過造船，採礦，製茶貿易業，對於日本的近代化做出貢獻。

## 生涯
為蘇格蘭亞伯丁郡海岸巡防隊1等船員湯瑪士·貝瑞·哥拉巴（Thomas Berry Glover）及瑪麗（Mary）8名孩子中的第5個孩子。文理中學畢業後，於1859年前往上海並進入「怡和洋行」。同年9月19日（安政6年8月23日），在長崎開港後不久就前往長崎，2年後，與Arthur Hesketh Groom一起設立「怡和洋行」的長崎代理商「哥拉巴洋行」並經營貿易業。當初以出口絲綢及茶葉為主，但在八月十八日政變後，注意到當前的政治混乱，因此不論是討幕派的藩，佐幕派的藩或幕府都急需軍火，因此項它們出售武器及彈藥。他也曾與龜山社中進行過交易。另外薩摩藩的五代友厚·森有礼·寺島宗則，長澤鼎等人要前往海外留學，以及長州五傑要前往英國的事情也都由他負責。
1865年4月12日（元治2年3月17），在大浦海岸邊開始運行蒸氣火車（アイアン·デューク号）。傾全力經營本業的國際貿易事業，並於1866年（慶應2年）建立大規模的製茶廠。1868年（明治元年）與肥前藩（等於與佐賀藩共同設立公司）訂約，並開始著手 高島煤礦的開發。接著也在長崎小菅建立船工廠（史跡）。 
明治維新後，由於替造幣局輸入機械設備，與明治政府締結深厚的關係，但由於軍火生意不振以及被諸藩積欠大筆貨款的影響，1870年（明治3年），哥拉巴洋行因此破産。哥拉巴自己則改以高島煤礦（已成為公營事業）的實際經營者身分留在日本。1881年（明治14年），三菱的岩崎彌太郎買下高島煤礦，並讓他擔任所長。1885年（明治18年）以後，以三菱財閥的顧問身分活躍，並在科普蘭啤酒公司陷入經營危機時，建議岩崎參與公司重建，並因此建立了麒麟麥酒（現·麒麟啤酒）的基礎。
私生活上，在五代友厚的介紹下，迎娶日本女性‧阿鶴，並與她生下長女‧花，以及兒子‧倉場富三郎(Tomisaburo Awajiya Glover)。（阿鶴以前曾與廣永園之間有一名叫作梅吉的孩子，卻在生下來4個月後病死）。
晩年在東京生活，並於 1908年（明治41年），以外国人的身分破例獲得勲二等旭日重光章。1911年（明治44年）過世。墓地在長崎市内的坂本國際墓地。他與妻子‧阿鶴葬在一起，兒子倉場富三郎夫妻的墓地則在他們墓地隔壁。其邸宅成為哥拉巴園並開放給大眾參觀，現在則是長崎的觀光景點之一。

## 人物
- 本人很喜歡 太宰府天滿宮的麒麟像，好幾次請求廟方出讓卻遭到拒絕。
- 有一說指麒麟啤酒的麒麟是指麒麟像及坂本龍馬。
- 雖然有人說他是蘇格蘭系共濟會成員，但並沒有任何根據。還有在哥拉巴邸内雖有個刻有尺規及圓規並專屬於共濟會的特殊標誌的石柱，但這個柱子原本並不存在，而是共濟會的小木屋（集会所）中的東西，於 1966年（昭和41年）由共濟會贈予長崎市，長崎市基於觀光目的而移設到哥拉巴園之中，長崎市也承認有這樣的贈與過程[2]。

## 關連項目
- 哥拉巴園
- 日英關係
- 怡和洋行
- 怡和洋行大樓 (上海)
- 怡和洋行大樓 (天津)
- 岩崎彌太郎

## 備注
1. ↑  哥拉巴這時的頭銜為「怡和洋行·長崎代理人」
2. 1 2  片桐三郎 『入門 フリーメイスン全史 --- 偏見と真実』 アム アソシエイツ，2006年11月, p211-212
3. ↑  依據唐津材木町年寄的平松儀右衛門的旅行日記（由長崎縣参與的本馬貞夫發現）。

## 外部連結
- 三菱人物傳 湯瑪士·哥拉巴（上） （页面存档备份，存于）
- 三菱人物傳 湯瑪士·哥拉巴（下） （页面存档备份，存于）